# ناتاشا اسموکروویچ
ناتاشا اسموکروویچ (انگلیسی: Nataša Osmokrović؛ زادهٔ ۲۷ مهٔ ۱۹۷۶) بازیکن والیبال اهل کرواسی است.